# Ammophilomima ghesquierei
Ammophilomima ghesquierei là một loài ruồi trong họ Asilidae. Ammophilomima ghesquierei được Janssens miêu tả năm 1953. Loài này phân bố ở vùng nhiệt đới châu Phi.